# Liudmila Sávinkova
Liudmila Petrovna Sávinkova (Moscú, 1 de enero de 1936) es una gimnasta soviética que compitió en la gimnasia rítmica.
Fue la primera campeona mundial de gimnasia rítmica (1963), siéndolo en el concurso general, en el concurso libre sin aparatos y en el concurso libre con aparatos. Volvió a lograr el título mundial, pero esta vez en conjuntos, en el año 1967, convirtiéndose así en la única gimnasta en ser campeona del mundo como individual y en conjuntos.